# Désertines (Mayenne)
Désertines település Franciaországban, Mayenne megyében. Lakosainak száma 461 fő (2022. január 1.). Désertines Fougerolles-du-Plessis, La Dorée, Levaré, Vieuvy, Saint-Aubin-Fosse-Louvain, Passais Villages, Mantilly és Le Teilleul községekkel határos.

## Népesség
A település népességének változása:
| Lakosok száma | 833  | 654  | 585  | 526  | 523  | 502  | 466  | 456  | 447  | 461  |
|               | 1968 | 1982 | 1990 | 2006 | 2013 | 2015 | 2017 | 2019 | 2020 | 2022 |